# HD 104555
HD 104555 eller HR 4595 är en ensam stjärna belägen i den mellersta delen av stjärnbilden Oktanten. Den har en skenbar magnitud av ca 6,02 och är mycket svagt synlig för blotta ögat där ljusföroreningar ej förekommer. Baserat på parallax enligt Gaia Data Release 3 på ca 9,71 mas, beräknas den befinna sig på ett avstånd på ca 336 ljusår (103 parsek) från solen. Den rör sig bort från solen med en heliocentrisk radialhastighet på ca 17 km/s.

## Egenskaper
HD 104555 är en orange till röd jättestjärna av spektralklass K3 III, som befinner sig på den horisontella jättegrenen och genererar energi genom kärnfusion av helium i dess kärna. Den har en massa som är ca 2,2 solmassor, en radie som är ca 10 solradier och utsänder energi från dess fotosfär motsvarande ca 60 gånger solen vid en effektiv temperatur av ca 4 500 K.
En stjärna i huvudserien av 8:e magnituden och spektralklass F8, HIP 58713, separerad med 24,8 bågsekunder vid en positionsvinkel på 146° har gemensam egenrörelse med HD 104555 B och uppskattas ligga på samma avstånd från jorden.